# Art Donovan

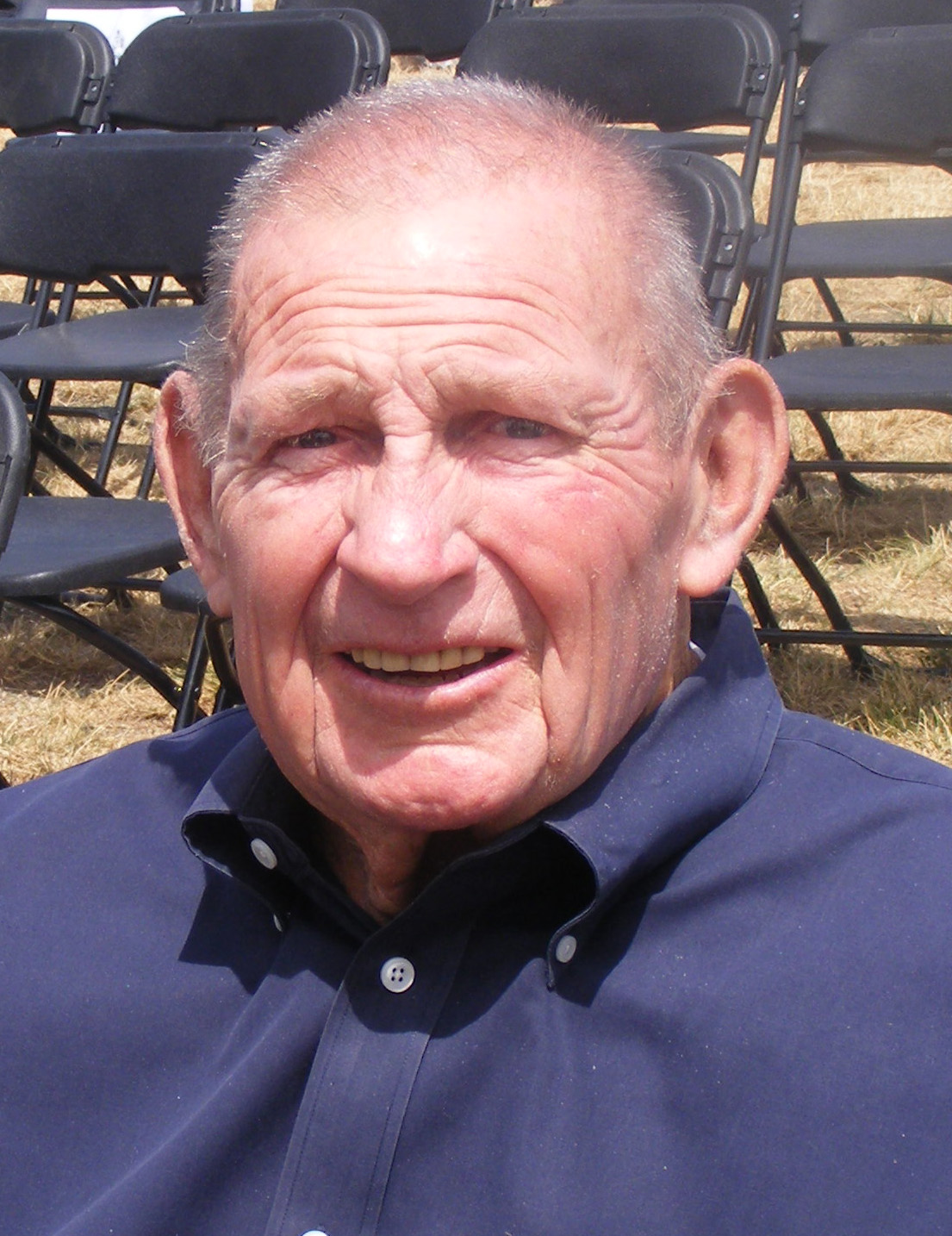
Art Donovan

Arthur James "The Bulldog" Donovan, Jr. (5 de junio de 1924 - 4 de agosto de 2013) fue un tackle defensivo de fútbol americano, más conocido como Art Donovan, que jugó en tres equipos de National Football League, especialmente los Potros de Baltimore. Fue incluido en el Salón de la Fama del Fútbol Americano Profesional en 1968.

## Muerte
Donovan murió el 4 de agosto de 2013 en el Stella Maris Hospice en Baltimore por una enfermedad respiratoria a los 89 años de edad. Estaba rodeado de 15 a 20 miembros de su familia. Le sobreviven su esposa, una hermana, un hijo, Arthur J. Donovan III de la Ciudad de Nueva York, sus hijas Debbie Donovan Smith de Towson, Maryland, Christine Donovan de McLean, Virginia, Mary Donovan 'Hern y Kelly Donovan-Mazzulli, ambas de Lutherville, y siete nietos.